# 팀 베번
팀 베번(영어: Tim Bevan, CBE, 영어 발음: /ˈbɛvn/, 1957년 12월 ~ )은 뉴질랜드에서 태어난 영국의 영화 프로듀서이다. 1980년대 세라 래드클리프(Sarah Radclyffe)와 함께 영화 제작사 워킹 타이틀 필름스를 창업했다.
1992년 이후부터는 에릭 펠너와 회사를 공동 소유 중이다.

## 제작 작품
- 쟈니 잉글리쉬 2: 네버다이 (2011)
- 레베카 (2020)
- 나의 첫 번째 슈퍼스타 (2020)

## 서훈
- 2005년 대영 제국 훈장 3등급(CBE) 수훈[2]